# Ilse Biberti
Ilse Biberti (* 1958 in Berlin) ist eine deutsche Schauspielerin, Regisseurin, Hörspielsprecherin, Autorin und Drehbuchautorin. Seit 2016 ist sie Bloggerin. Sie war im Vorstand des Verbandes Deutscher Drehbuchautoren.

## Leben
Im 13. Lebensjahr begann Biberti mit ihrer Ausbildung zur Schauspielerin bei Tamara Stiebner und hatte ab 1978 Engagements am Berliner Grips-Theater, dem Theater Lübeck und dem Ernst-Deutsch-Theater in Hamburg.
Ihr Fernsehdebüt gab Biberti 1973 in einer Folge der Serie Direktion City. 1976 spielte sie in der Serie Pariser Geschichten.
Nach dem Abitur studierte sie Theaterwissenschaft, Publizistik und Politologie an der Freien Universität Berlin. Es folgten bis 2003 circa 200 weitere Aufgaben in Haupt- und Nebenrollen vor der Kamera, unter anderem in drei Episoden der Reihe Tatort. Einem breiten Publikum wurde sie ab 1980 als Ilse aus der Sesamstraße an der Seite von Horst Janson bekannt. Sie wirkte in über 220 Folgen der Sendung mit. Diese Folgen liefen zweimal täglich und wurden zehn Jahre lang wiederholt.
Seit 1981 ist Biberti außerdem als Regisseurin von unterschiedlichen Formaten tätig. Neben Dokumentationen und Industriefilmen zeichnete sie für verschiedene Folgen der Serien Eine glückliche Familie, Hallo, Onkel Doc! und alphateam – Die Lebensretter im OP, Who is the Boss und TV-Spielen wie Letzte Tage mit Hannelore Elsner und Fremde Frauen küsst man nicht mit Simone Thomalla verantwortlich. Außerdem schrieb Biberti zahlreiche Drehbücher für Dokumentar- und Spielfilme, so neben anderen für drei Folgen der preisgekrönten Kinderserie Anderland und zusammen mit Scarlett Kleint für den Tatort Leiden wie ein Tier. Gemeinsam mit George Moorse verfasste sie Mitte der 1980er Jahre die sechsteilige Jugendserie Solaris TV – Der freundliche Sender im All, in dem sie auch eine der Hauptrollen spielte. Mit Jochen Busse erarbeitete sie die Drehbücher für die 26-teilige Serie Im besten Alter und führte neben Rob Herzet Regie.
Darüber hinaus war Biberti seit 1976 bis Mitte der 2000er Jahre als Sprecherin in Hörspielproduktionen verschiedener Sender tätig.
Sie lebte von 1982 bis 1984 in Paris sowie von 1985 bis 1986 in Los Angeles, wo sie auch einen 70-mm-Film für das BMW Museum produzierte. Von 1990 bis 1991 lebte und arbeitete sie in New York. Zwischen ihren Dreharbeiten verbrachte sie immer wieder Zeit im Ausland, darunter in Argentinien, Kolumbien, Sri Lanka, Spanien, Italien, Großbritannien und Österreich.
Mitte der 2000er Jahre gab Biberti ihre Tätigkeiten als Regisseurin und Schauspielerin vorübergehend auf, um ihre kranken Eltern pflegen zu können. Hieraus entstanden ihre Spiegel-Bestseller Hilfe, meine Eltern sind alt und Das Alter kommt auf meine Weise, das sie gemeinsam mit dem ehemaligen Bremer Bürgermeister Henning Scherf schrieb.
Biberti wurde 1973 von dem Comedian-Harmonists-Sänger Robert Biberti als Tochter angenommen. Sie lebt in Berlin.

## Filmografie (Auswahl)
- 1973: Direktion City
- 1976: Pariser Geschichten
- 1977: Tatort – Feuerzauber
- 1979: Kümo Henriette
- 1980: Sesamstraße
- 1980: Meister Timpe
- 1981: François Villon
- 1981: Ohne Rückfahrkarte
- 1982: Die Krimistunde (Fernsehserie, Folge 1, Episode: „Der Sündenbock“)
- 1984: Tatort – Haie vor Helgoland
- 1984: Gespenstergeschichten
- 1985: Krimigeschichten
- 1985: Kleine Stadt, ich liebe dich
- 1985: Berliner Weiße mit Schuß
- 1991: Der Deal
- 2000: Auf eigene Gefahr – Berliner Luft
- 2003: Tatort – Wenn Frauen Austern essen
- 2005: Tatort – Leiden wie ein Tier (Autorin)
- 2019: Endlich Witwer (Gastrolle)
- 2024: Tatort – Avatar

## Regiearbeiten (Auswahl)
- 1985: Anderland – Hannah in der Fremde, Unerhört, xx ZDF
- 1986/88: BMW-Museum, Ausstattung mit einem 70-mm-Film Auto-e-motion und div. Bildplatten, CDIs und 35-mm-Filmen (auch als Produzentin)
- 1985: Was von Menschenhand gemacht ist, interessiert mich nicht (Doc)
- 1987: El Viva el Tango (mit George Moorse / Doc)
- 1988: Motokentauren (R. George Moorse / Doc / Prod.)
- 1990: Eine glückliche Familie (5 Folgen, ARD)
- 1991: Im besten Alter (20 Folgen, WDR)
- 1992: Wenn du mich fragst, Papa
- 1993–95: Alpha Team (3× 5 Folgen, SAT1)
- 1994: Hallo, Onkel Doc! (8 Folgen)
- 2001: Fremde Frauen küsst man nicht (TV-Mowie, SWR)
- 2002: Dr. Sommerfeld – Neues vom Bülowbogen (6 Folgen, ARD)

## Hörspielproduktionen (Auswahl)
- 1976: Pfannkuchen will sich verbessern – Regie: Otto Düben
- 1977: Im Schoß der Familie – Regie: Rolf von Goth
- 1979: Die Akademie – Regie: Ulrich Gerhardt
- 1983: Lena oder: Wir brauchen kein Tränengas. Wir haben genug Grund zum Heulen – Regie: Gottfried von Einem
- 1990: Kaba und Loyd schläft nicht – Regie: Hans Helge Ott
- 1992: Das Triplex-Consort – Regie: Rüdiger Kremer
- 1992: Big Bang (4 Folgen) – Regie: Hans Helge Ott
- 1993: Big Bang Compact – Regie: Hans Helge Ott
- 1993: Loyd schläft nicht – Regie: Hans Helge Ott
- 2003: Die Akademie (Kurzfassung) – Regie: Ulrich Gerhardt

## Veröffentlichungen (Auswahl)
- Solaris TV – Der freundliche Sender aus dem All, Fackelträger Verlag
- Hilfe, meine Eltern sind alt. Südwest Verlag, 2006 und 2008, ISBN 3-517-08553-7.
- Das Alter kommt auf meine Weise. Random House, 2009 und 2011, ISBN 978-3-517-08527-2.